# قسموس رقيق
قسموس رقيق (الاسم العلمي:Cosmos tenellus) هو نوع من النباتات يتبع جنس القسموس من الفصيلة النجمية.